# Bezirksbibliothek Cherson

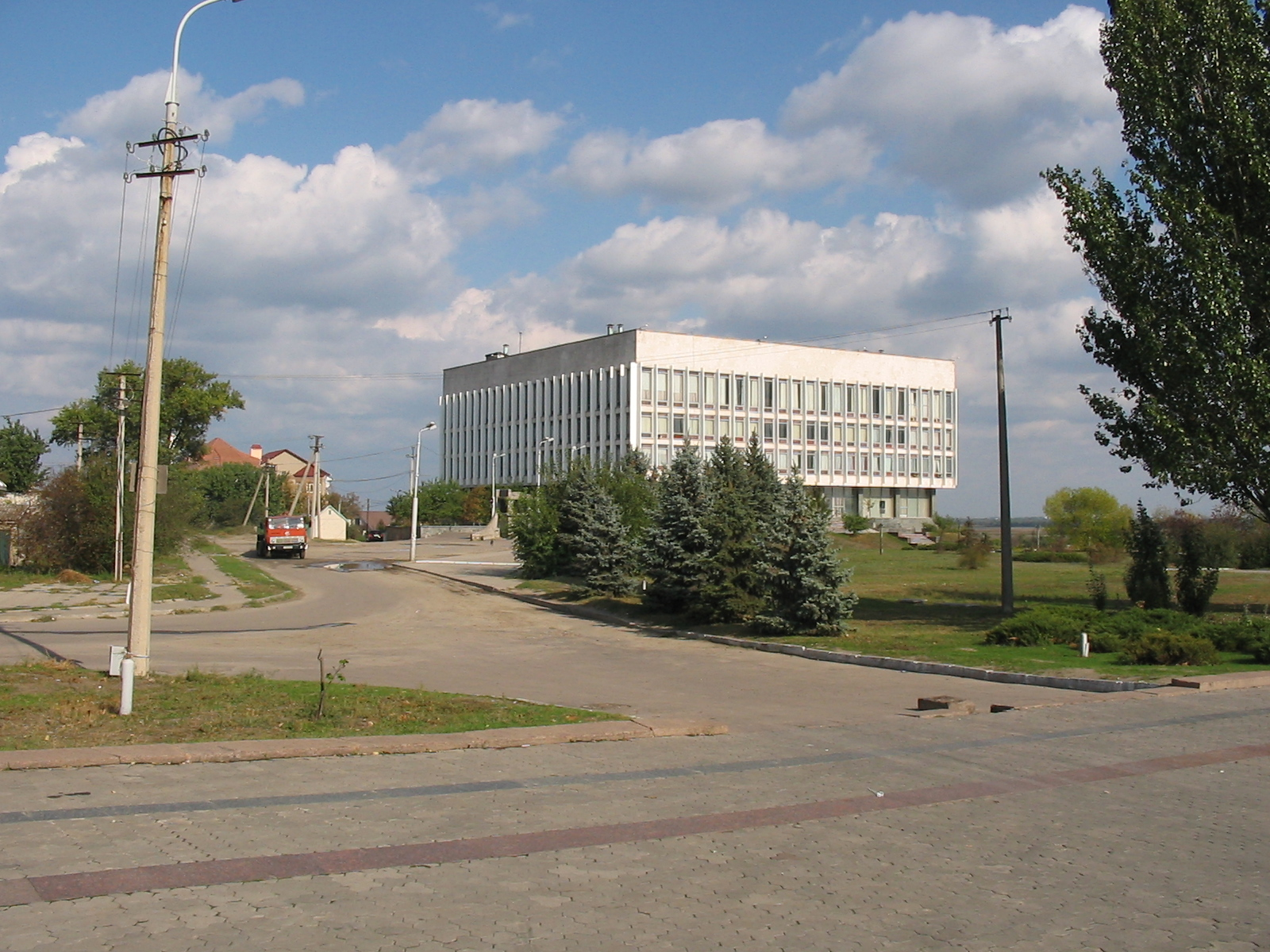
Gebäude der Bezirksbibliothek

Die Bezirksbibliothek Cherson (ukrainisch Херсонська обласна універсальна наукова бібліотека імені Олеся Гончара Chersonska oblasna uniwersalna naukowa biblioteka imeni Olesja Hontschara, deutsch: Regionale Universale Wissenschaftliche Bibliothek Oles Hontschar) ist eine Bibliothek in der südukrainischen Oblasthauptstadt Cherson und die Nachfolgerin der städtischen Öffentlichen Bibliothek Cherson. Sie ist ein Bildungs- und Kulturzentrum der Südukraine.
Die Bibliothek besitzt eine Sammlung von nahezu einer Million Medien und Schriften in 45 verschiedenen Sprachen.
Sie ist mit ihrem Namenszusatz ein Gedenkort für den ukrainischen Schriftsteller Oles Hontschar und wird nach ihm auch Hontschariwka genannt.

## Geschichte
Die Zentralbibliothek der Oblast Cherson ging 1987 aus der ehemaligen städtischen Bibliothek Öffentliche Bibliothek Cherson hervor; diese wurde 1872 gegründet, und dieses Jahr wird denn auch als Gründungsdatum der Bezirksbibliothek angenommen.
Die frühere Bibliothek wurde von der Bibliotheksgesellschaft Cherson mit der Unterstützung des Gouverneurs von Cherson Sokrat Ivanowitsch Starinkewitsch gegründet. Am Ende des 19. Jahrhunderts zählte die Institution zu den größten Bibliotheken im Gebiet der Ukraine. 1897 bezog sie ein neues, repräsentatives Bibliotheksgebäude, in welchem sie bis 1987 untergebracht war. Seit 1923 war sie eine staatlich geführte Bibliothek. Im Zweiten Weltkrieg verlor die Bibliothek einen Teil ihrer Bestände. Seit 1944 hat sie den Status einer Regionalbibliothek, und 1984 erhielt sie die Funktion einer «wissenschaftlichen Universalbibliothek».
1987 bezog die Institution ein modernes Bibliotheksgebäude im Stadtteil Dnipro am Ufer des Dnepr. In der jüngsten Zeit entwickelte die Bibliothek ihre technische Infrastruktur unter anderem mit der Unterstützung durch die amerikanische und die norwegische Botschaft bei der Ukraine und die kanadisch-ukrainische Gesellschaft weiter. Sie ist am Netz Canada-Ukraine Library Centres und, mit Hilfe der Europäischen Union, am Europäischen Dokumentations- und Informationszentrum und am Centre for Environmental Information beteiligt. Ein weiterer Projektpartner ist die Öffentliche Bibliothek Dokk1 von Aarhus (Dänemark).

### 2022

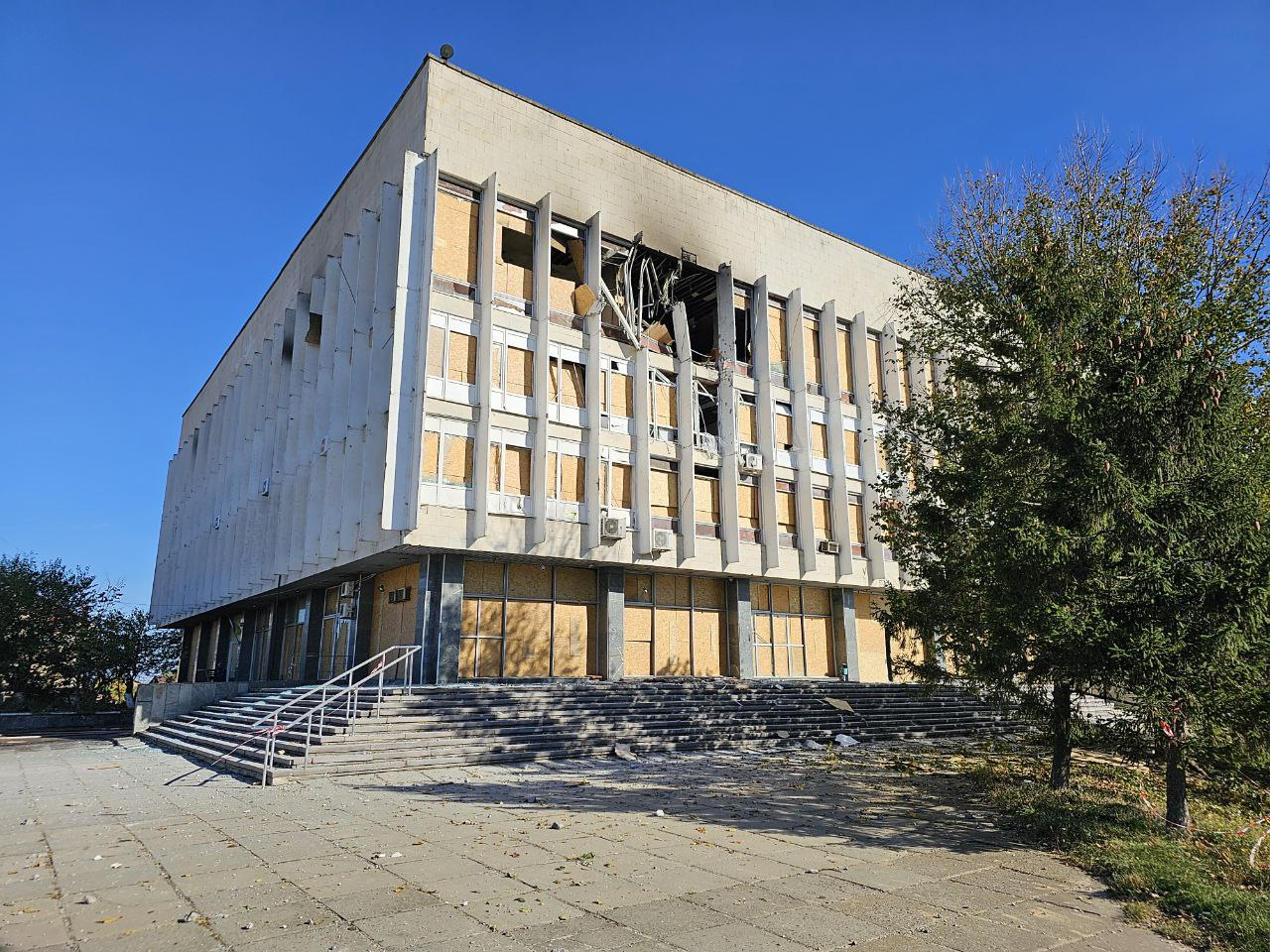
Bibliothek im Oktober 2023

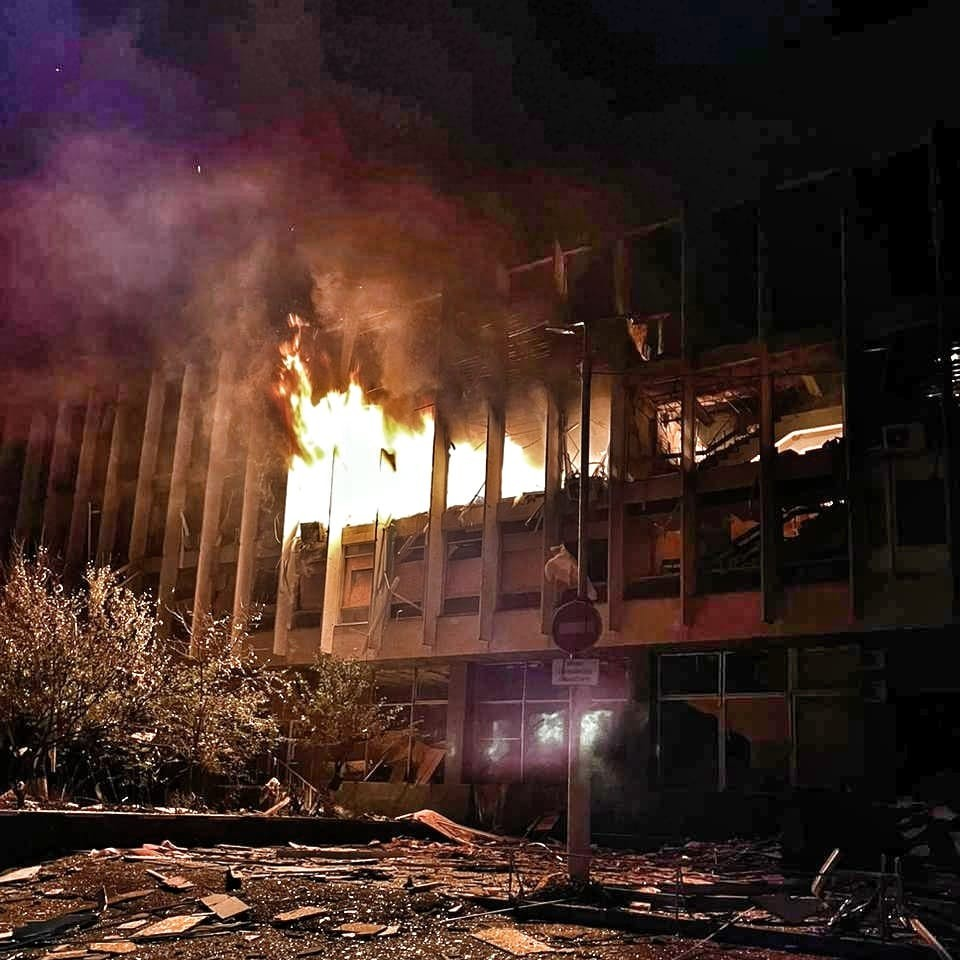
Bibliothek im November 2023

Während der russischen Besetzung von Teilen der Oblast Cherson im Jahr 2022 waren die Dienstleistungen der Bibliothek kaum noch möglich; russische Truppen besetzten das Bibliotheksgebäude; Vertreter der russischen Regierung überbrachten Bücher aus Russland für die Bibliothekssammlung und verschleppten gemäß einer Mitteilung der Stadtverwaltung Cherson andererseits den wertvollen Bestand historischer Drucksachen aus den Bibliotheksdepots; leitende Personen der Bezirksbibliothek flüchteten in das noch von den ukrainischen Streitkräften kontrollierte Gebiet und die Gehälter der Bibliotheksangestellten wurden unter der russischen Besatzung nicht regelmäßig ausgerichtet.

### 2023
Nach der Befreiung der Stadt durch die Ukrainische Gegenoffensive in Cherson 2022 restaurierten Freiwillige und Bibliotheksmitarbeiter das beschädigte Gebäude. Spenden von Ukrainern, ausländischen Staatsbürgern und ausländischen Stiftungen ermöglichten die teilweise Wiederherstellung des Bibliotheksfonds.
Am ersten Jahrestag der Befreiung von der russischen Besatzung kam es zu einem russischen Großangriff auf die Stadt: Am 12. November 2023 wurden 343 Granaten gezählt, die in der Stadt und ihrem Umfeld niedergingen. Eine Rakete schlug in das Bibliotheksgebäude ein und verursachte einen Brand, der später gelöscht werden konnte. Die Schäden waren deutlich schwerer als im Vorjahr und betrafen sowohl das Gebäude als auch den Bibliotheksbestand. Wertvolle Bücher und Dokumente wurden zerstört.

## Bestand und Ausstattung
Die Bibliothek besitzt fast eine Million Medien aller Art: Bücher, Zeitungen und Zeitschriften, Musiknoten und Tonträger (klassische Musik, ukrainische Volksmusik usw.), Bildmaterial, Schallplatten, CD, Videofilme, Manuskripte, Autographe, Landkarten, Mikrofilme, Disketten und CD-ROM. Zudem führt sie eine Sammlung von Druckgrafik. Eine besonders wertvolle Sachgruppe umfasst Druckwerke in ukrainischer und russischer Sprache aus der Zeit vor der russischen Revolution und frühe lokalgeschichtliche Schriften.
In der Bibliothek stehen ein großer Lesesaal, Arbeitsplätze mit elektronischen Hilfsmitteln, ein Tonstudio mit Musikinstrumenten, WLAN, ein Buchmuseum und andere Mittel zur Verfügung.

## Projekte
Das Bibliothekspersonal hat das Internetportal «Cherson Region – Zeit, Ereignisse, Personen» ins Leben gerufen.
2010 richtete die Bibliothek im Rahmen des Programms «Global Libraries – Bibliobrücke Ukraine» (ukr. Глобальні бібліотеки. Бібліоміст. Україна) ein Ausbildungszentrum für Bibliothekare ein.

## Organisation
- Abteilung Registratur und Kontrolle
- Abteilung Information und Bibliographie
- Benutzerdienst
- Abteilung für seltene und wertvolle Publikationen
- Abteilung für ortsgeschichtliche Dokumente und Bibliographie
- Kunstabteilung
- Abteilung Fremdsprachen
- Abteilung Stadtpass (mit Hauslieferdienst)
- Fernleihe
- Information über Neuzugänge
- Kanadisch-ukrainisches Informationszentrum